# كورسك (مدينة)
كورسك (بالروسية: Курск) هي إحدى مدن روسيا في الكيان الفدرالي الروسي كورسك أوبلاست. تقع مدينة كورسك على ضفاف نهر سييم ورافده توسكار وهي محور كبير لخطوط النقل البرية، تبلغ مساحتها حوالي 190 كيلومتر مربع وعدد نفوسها أكثر من 440 الف نسمة وتبعد عن العاصمة موسكو مسافة 536 كم.

## نبذة عن تاريخ المدينة
تفيد الحفريات الاثرية بانه في المكان الذي تقع عليه مدينة كورسك الحالية قامت فيما مضى بلدة كبيرة قبل القرن الثامن. وقد جاء ذكر كورسك في السجلات التاريخية لأول مرة عام 1032 بعد ان ضم ياروسلاف الحكيم الجانب الايسر من النهر إلى سلطته، حيث يشار فيها إلى ان كورسك مدينة كبيرة فيها تجارة متطورة ويقطنها عدد كبير من البشر. في عام 1095 تأسست امارة كورسك التي استمرت حتى القرن الـ 13 . وتم في عهد اميرها الأول ايزيسلاف فلاديميروفيتش
بناء قلعة حصينية على الحدود مع كييف روس (كيفسكايا روس). دمرت قوات المغول والتتر المدينة عام 1238. في عام 1596 بنيت قلعة جديدة واصبحت المدينة من المدن الحدودية المهمة للدولة الروسية. تعرضت المدينة في بداية القرن الـ 17 إلى هجمات عديدة من قبل الفصائل البولندية – الليتوانية وتتار القرم وغيرهم الا ان المدينة صمدت وباءت كل هجماتهم بالفشل.

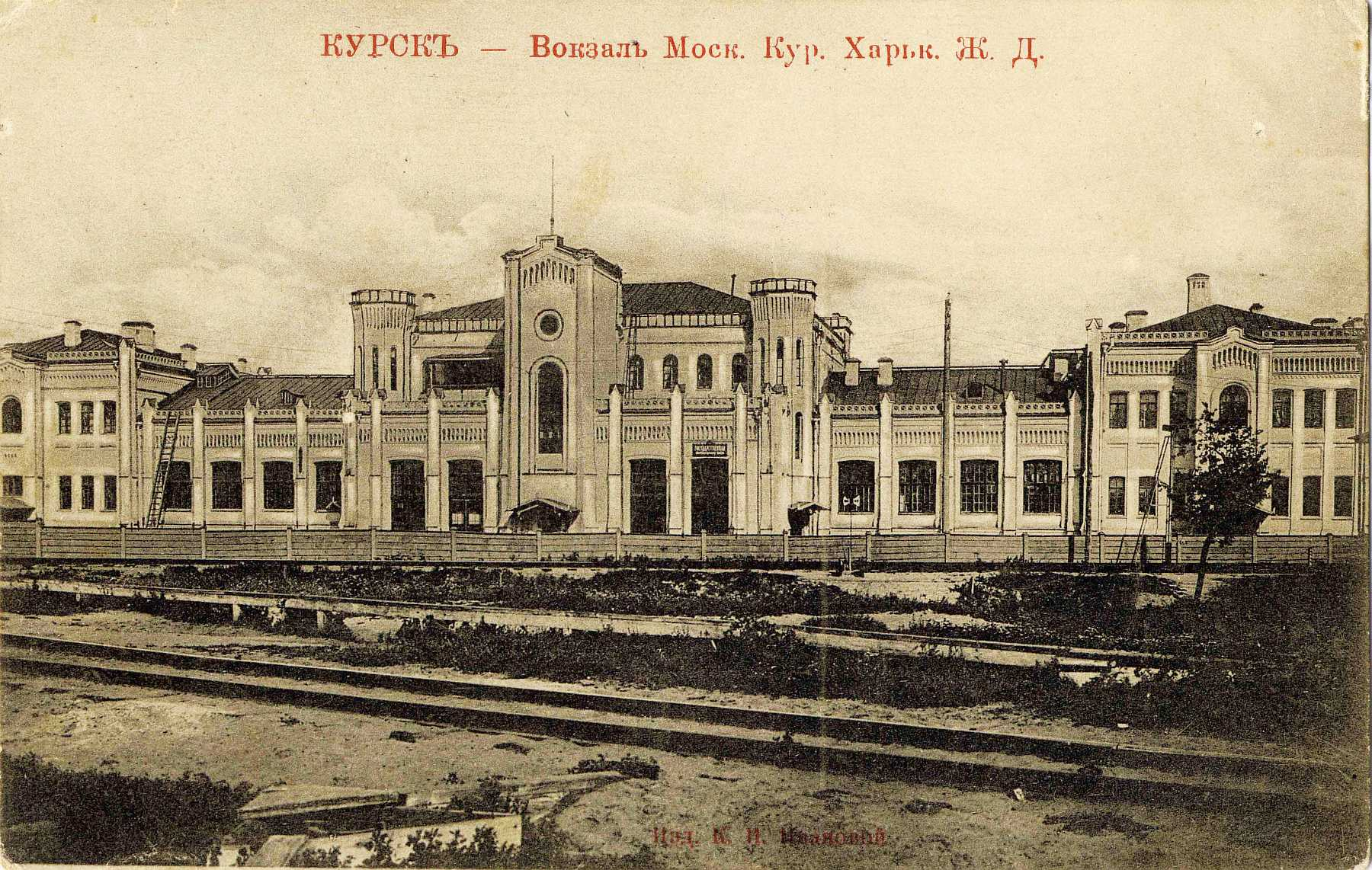
محطة القطارات(1905)

في عام 1785 أعلن عن تشكيل دوما المدينة (مجلس المدينة) حيث بلغ عدد سكان كورسك حوالي 6000 نسمة واصبحت مركزا تجاريا مهما وفقدت صفتها كمدينة حدودية، وتطورت فيها الصناعات الجلدية وصناعة الاجر وظهرت فيها مباني حجرية وانشأت فيها شركة للنقل النهري.
افتتحت أول مدرسة في المدينة عام 1780 تبعها عام 1808 افتتاح ثانوية للذكور وفي عام 1817 مدرسة دينية، اما ثانوية الإناث فافتتحت عام 1870 .
في عام 1796 تاسست محافظة كورسك واصبحت المدينة مركزها مما ادى إلى نمو وتوسع المدينة بحيث كان فيها عام 1856 أكثر من 2550 دارا و24 كنيسة و500 متجر. ومنذ نهاية ستينات القرن الـ 19 أصبحت المدينة محورا مهما لخطوط سكك الحديد، وفي نهاية القرن مركزا صناعيا كبيرا في روسيا. وأول مسرح في المدينة تأسس عام 1792.
أصبحت المدينة في بداية القرن الـ 19 ليس فقط مركزا تجاريا، بل وصناعيا أيضا حيث كان فيها 70 مصنعا ومعملا واسس فيها أول فندق. وفي نهاية القرن أصبحت المدينة أهم مركز للصناعات الغذائية. في عام 1874 اسست فيها شبكة توزيع المياه وفي عام 1897 خطوط الترام للنقل كما افتتحت فيها المصارف.
بعد ثورة أكتوبر عام 1917 اقيمت السلطة السوفيتية في المدينة بتاريخ 26 نوفمبر/ تشرين الثاني عام 1917. وخلال الحرب الأهلية الروسية كانت المدينة تحت سيطرة الجيش الأحمر باستثناء الفترة من 20 سبتمبر/ ايلول وحتى 19 نوفمبر/ تشرين الثاني عام 1919 حيث احتلتها قوات الجنرال دينيكين.
تطورت المدينة كثيرا وتوسعت حيث انشأت فيها خلال الثلاثينيات من القرن الـ 20 مؤسسات تعليمية عديدة مثل معهد التربية (حاليا جامعة كورسك الحكومية) ومعهد الطب (حاليا جامعة كورسك للعلوم الطبية) كما افتتحت معاهد ثانويات مهنية عديدة وفي عام 1956 اسس المعهد الزراعي (حاليا أكاديمية كورسك للعلوم الزراعية) وفي عام 1964 افتتح المعهد التقني (حاليا جامعة كورسك الحكومية للعلوم التقنية).

### الحرب الوطنية العظمى
خلال الحرب الوطنية العظمى (1941 – 1945) رزحت المدينة تحت الاحتلال الألماني من 4 نوفمبر/ تشرين الثاني عام 1941 وحتى تحريرها في 8 فبراير/ شباط عام 1943 . لقد تضررت المدينة كثيرا كغيرها من المدن التي احتلتها القوات الألمانية حيث دمرت أكثر المباني والجسور والمؤسسات الصناعية. استمرت معارك كورسك المعروفة بمعركة «قوس كورسك» من 5 يوليو/ تموز وحتى 23 أغسطس/ اب عام 1943. تعتبر هذه المعركة إحدى المعارك الاساسية في الحرب الوطنية العظمى والتي انتهت بهزيمة القوات الألمانية. ونظرا لما قدمته المدينة من تضحيات وبطولات خلال الحرب منحت المدينة لقب مدينة المجد العسكري. وبعد تحرير المدينة بدأت مباشرة عمليات إعادة بنائها ففي فبراير/ شباط عام 1944 عادت الحياة إلى المدينة، حيث فتحت دور العرض السينمائية ابوابها للجمهور كما بدأ مسرح الدراما بتقديم مسرحياته، واكتملت عمليات إعادة البناء عام 1950.

## مدينة كورسك اليوم
تعتبر المدينة من المراكز الصناعية والتعليمية والعلمية والثقافية في روسيا.

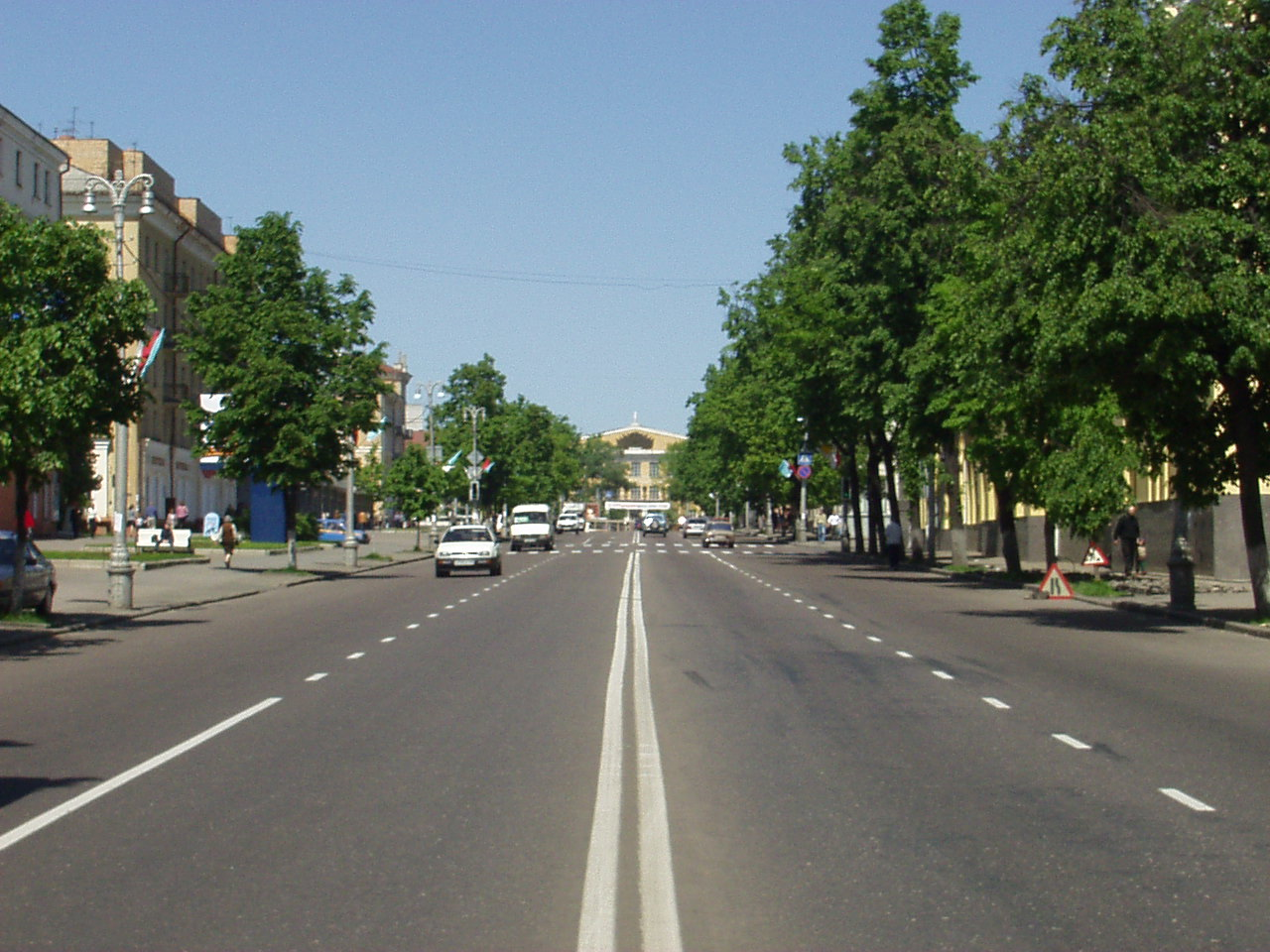
أحد شوارع كورسك

توجد في المدينة مجموعة من مؤسسات الإنتاج الصناعي في مجال الطاقة وبناء الماكينات والصناعات الكيميائية وكيمياء النفط إضافة إلى الصناعات الغذائية والصناعات الخفيفة. ومن أهم المنتجات الصناعية مولدات ثابتة ومتنقلة لانتاج الطاقة الكهربائية والاجهزة الالكترونية للطائرات واجهزة الحماية الالكترونية والبطاريات والالياف التركيبية والسيور الناقلة وكذلك الانسجة الصناعية والادوية وغيرها.
في مجال التعليم توجد في المدينة مجموعة من الجامعات والمعاهد العليا منها جامعة كورسك الحكومية للعلوم التربوية وجامعة كورسك الحكومية للعلوم الطبية وجامعة كورسك الحكومية للعلوم التقنية وأكاديمية كورسك الحكومية للعلوم الزراعية وجامعة الجنوب الغربي الحكومية. وهناك أيضا مجموعة كبيرة من المعاهد المتوسطة والثانويات المهنية التخصصية.

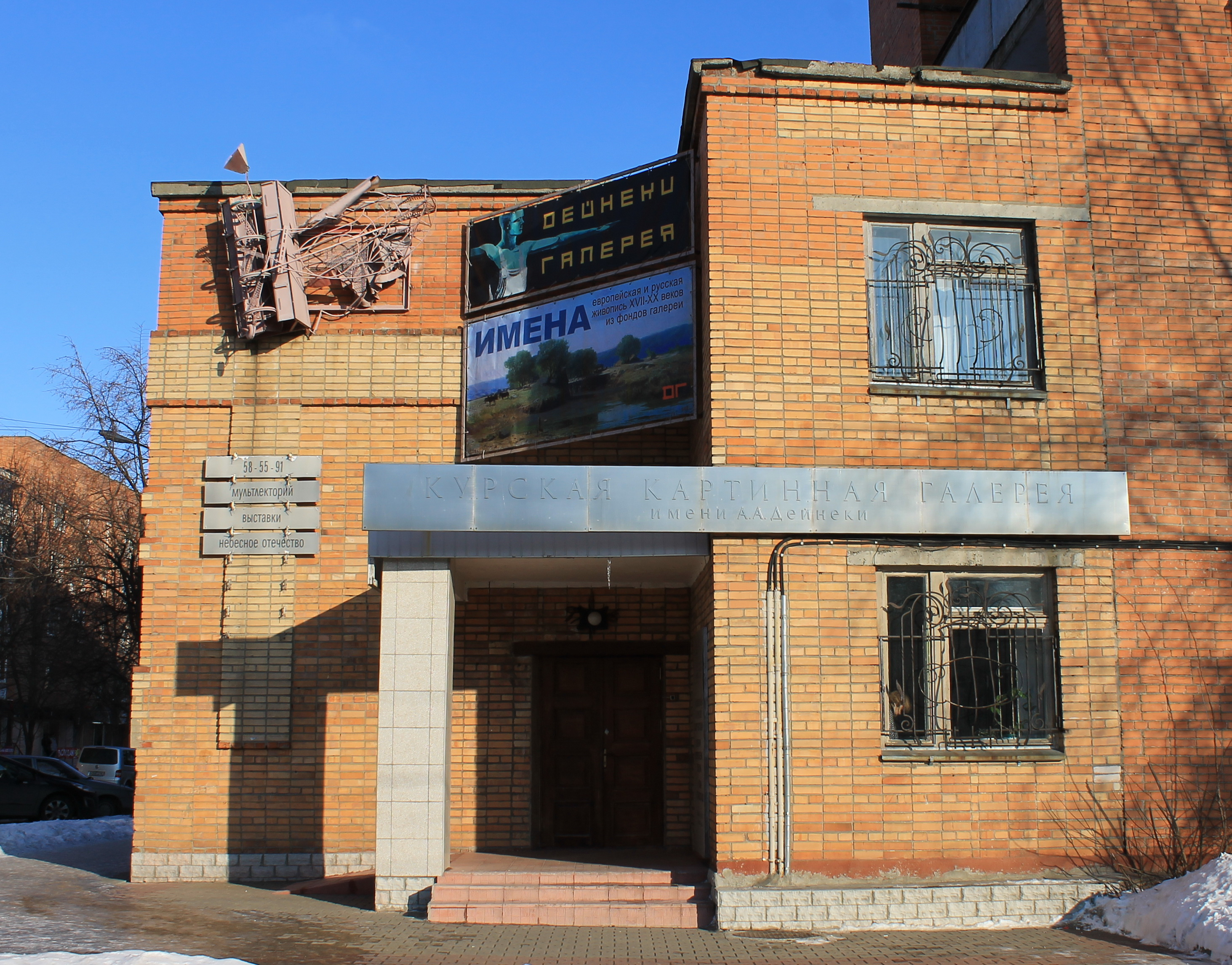
غاليري كورسك للوحات الفنية

تعمل في المدينة معاهد للابحاث العلمية منها في مجال ابحاث التربة وحمايتها واخر في مجال صناعة السكر وغيرها. توجد في المدينة مجموعة من المتاحف منها المتحف الحكومي للاثار ومتحف معركة كورسك وغاليري كورسك للوحات الفنية ومتحف حماة الوطن الشباب.

## المعالم الاثرية والمعمارية
ان مدينة كورسك غنية بالاثار التاريخية والمعمارية. ومن معالم الفن المعماري قصر خلوبونين المبني في منتصف القرن الـ 18 وكنيسة دير الثالوث الاقدس المبني قسمها العلوي خلال الفترة من 1695 – 1703 وقسمها الجنوبي (1740)، كنيسة الملاك ميخائيل (1767) وكاتدرائية قازان (1752 – 1778) مبنى المستشفى (1783 – 1786) حاليا قسم العمليات الجراحية في مستشفى المقاطعة ودار المطرانية (1820) حاليا متحف الإقليم. وبالقرب من كورسك هناك قصر موكفا (القرن 18) حاليا مصحة حكومية. ومن النصب التذكارية والتاريخية في المدينة:

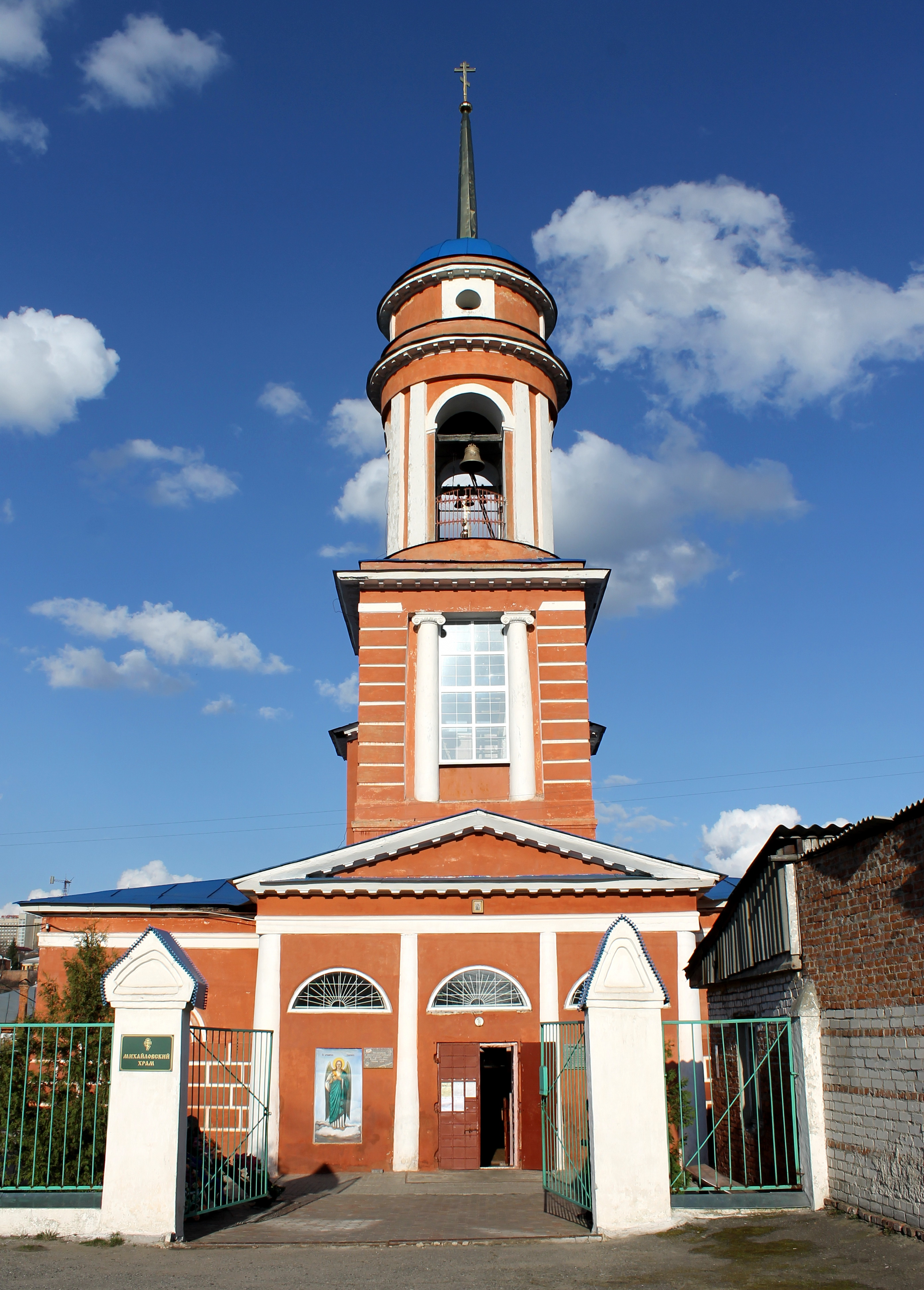
كنيسة الملاك ميخائيل

مجمع النصب التذكاري قوس كورسك-اقيم هذا النصب بمناسبة الذكرى الـ 55 لمعركة كورسك التي احدثت انعطافا في مجرى الحرب الوطنية العظمى. يتضمن المجمع ممرا بطول 500 متر وفي وسطه بوابة النصر وعليها شعار مدينة كورسك وعلى جانبي الممر تماثيل نصفية للقادة العسكريين الذين شاركوا في معركة كورسك وكذلك نماذج من الاسلحة والمعدات والاليات الحربية التي استخدمت في هذه المعركة وتمثال برونزي للمارشال جوكوف، وكنيسة القديس جاورجيوس وقبة النواقيس ذات ارتفاع 47 متر مركب عليها 9 نواقيس، وعلى الجدران الداخلية الواح من الرخام نقشت عليها أسماء المقاتلين الذين سقطوا في هذه المعركة.
قصر رومودانوفسكي مجمع معماري من عهد القيصر بوريس غودونوف ويعتقد انه يعود إلى الامراء الذين حكموا كورسك، ويقال ان ستيبان رازين قائد الانتفاضة الشعبية جلب إلى هذا المكان وهو مكبل بالقيود ومن هنا نقل تحت حراسة مشددة إلى موسكو.
مجمع دير الثالوث الاقدس للراهبات جاء ذكر هذا الدير في المدونات التاريخية عام 1631 وهو بناء من الحجر يتكون من طابقين وفيه قبة نواقيس. ويتضمن المجمع كنيسة الثالوث الاقدس التابعة لمدرسة اللاهوت.
دير زنامينسكي للرهبان يعتبر أول كنيسة شيدت في كورسك وتقع ضمن الدير كاتدرائية زانامينسكي (1826) التي بنيت احتفالا بذكرى الانتصار في الحرب الوطنية عام 1812 . يتكون المبنى من قسم مركزي مكعب الشكل وعليه قبة كروية. يبلغ ارتفاع الجزء المركزي 48 مترا.

## معرض صور

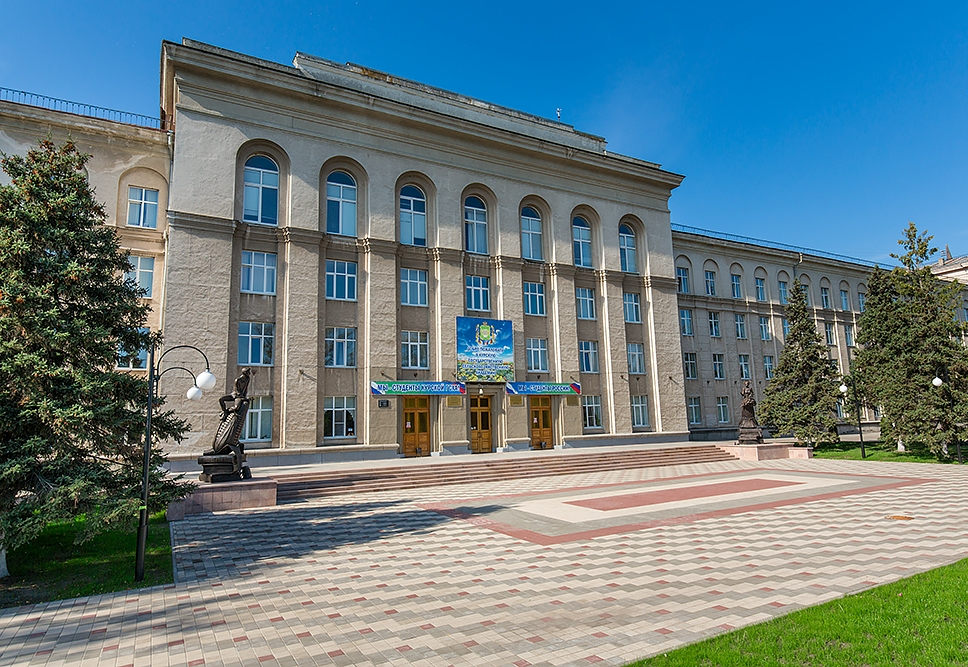
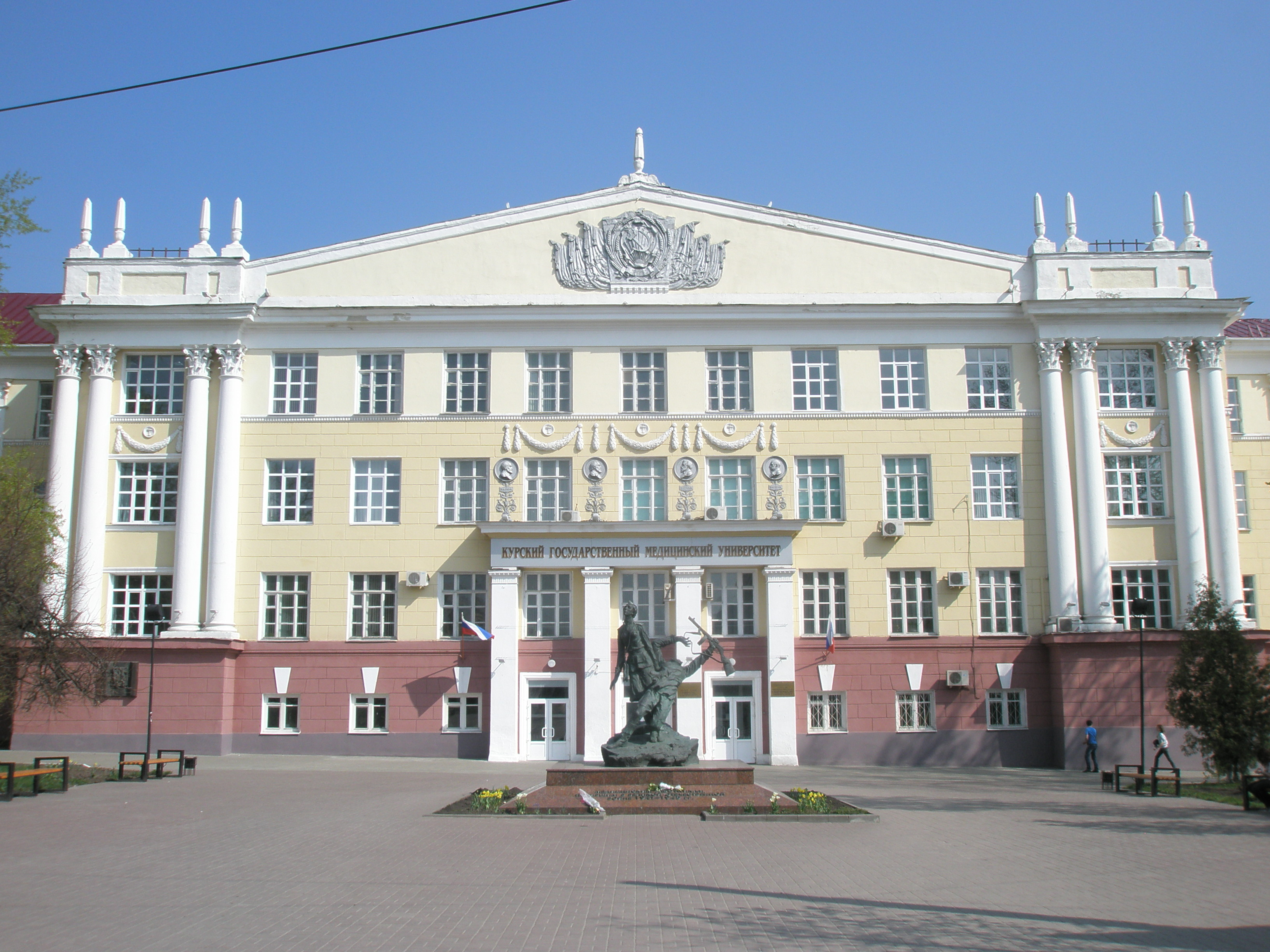
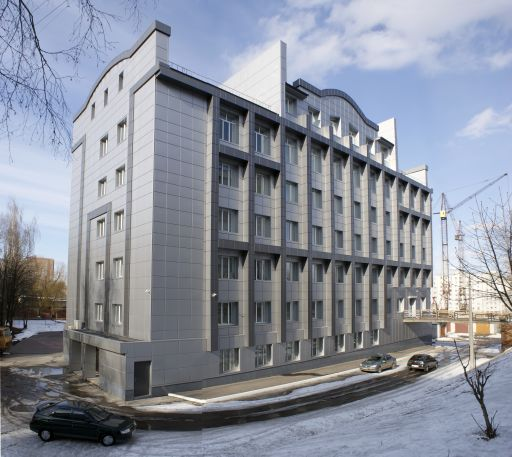
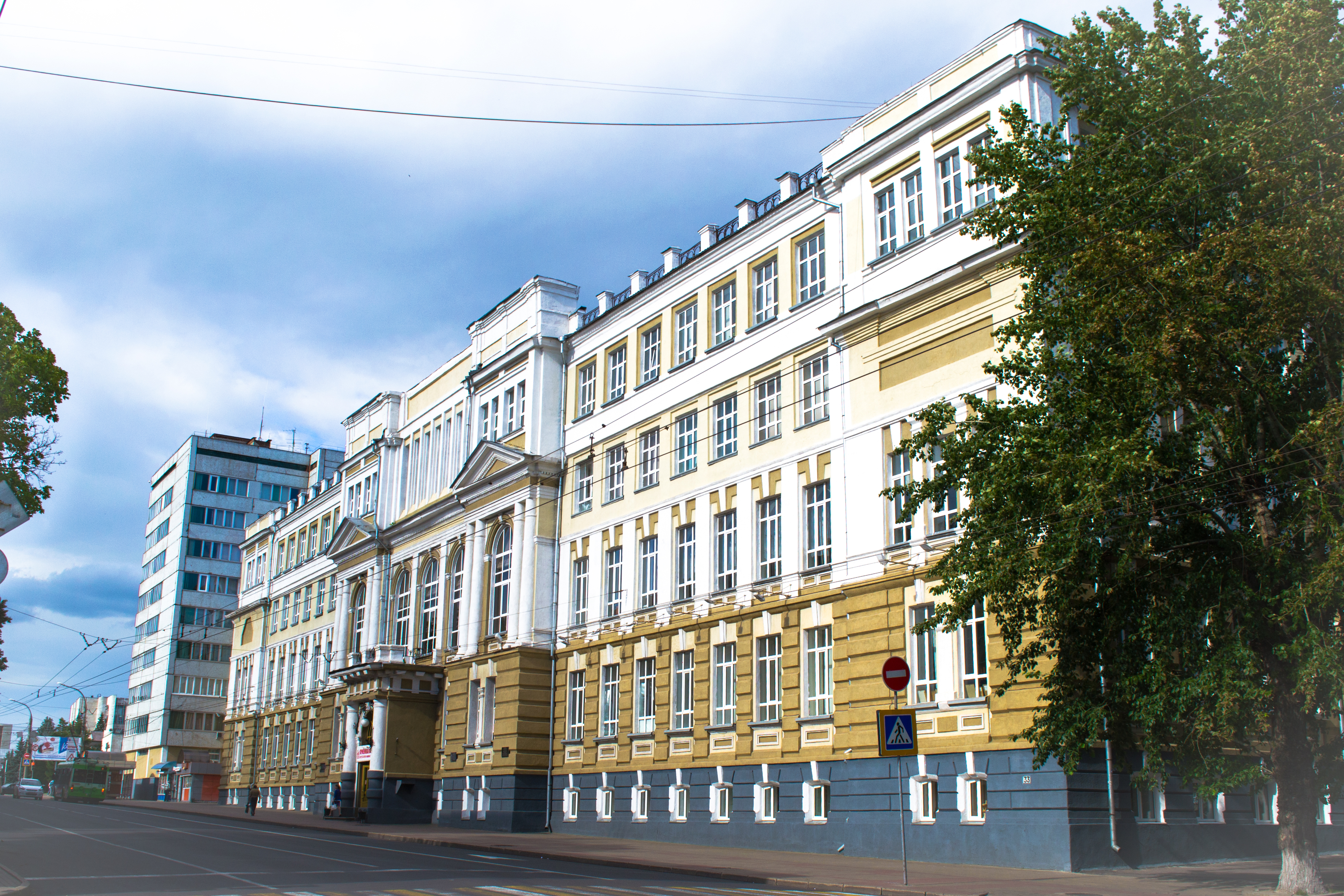